# Битва при Подоле
Битва при Подоле (нем. Schlacht bei Podol) произошла 26 июня 1866 года во время австро-прусско-итальянской войны.

## Перед сражением
Во время наступления 1-й прусской армии принца Фридриха-Карла к реке Изер 25 июня авангард прусской 8-й пехотной дивизии генерала Горна наткнулся на арьергардную австрийскую бригаду генерала Пошахера (1-го австрийского корпуса) и после продолжительной перестрелки заставил её отступить к Подолу на соединение с главными силами австрийской армии.
Приготовленный к уничтожению мост у Подола австрийцами не был ни испорчен, ни подготовлен к разрушению, а для охраны его оставлен лишь оборонительный заслон в составе одной роты, которая расположилась перед мостом. Оставление в целости моста и назначение небольших сил для его охраны, впоследствии без затруднений выбитого прусской дивизией Горна, не соответствовало важности задачи и привело австрийцев к невыгодному для них бою на следующий день.
Сбив бригаду Пошахера дивизия Горна продолжала своё движение к Турнау, а в направлении Подола Горн выделил небольшой отряд (фузилерный батальон 72-го пехотного полка и два отдельных стрелковых батальона). Утром 26 июня Горн занял Турнау.

## Ход сражения
Между тем, командир 1-го австрийского корпуса генерал Клам-Галлас, получив в это время предписание Бенедека во что бы то ни стало удержать переправы через Изер у Турнау и Подола, решил взять Турнау ночной атакой, а для обеспечения этого предприятия предполагал высоты у Подола занять бригадой Пошахера. Однако, отряд под начальством генерала Бозе, высланный Горном вслед за бригадой Пошахера, атаковал Подол, откуда ему без труда удалось выбить оставленную там роту австрийцев.
Около 23:00 австрийцы предприняли контратаку, которая поначалу принесла им успех, и заняли Подол. Однако Горн, подтянув основные сили своей дивизии, вновь выбил австрийцев из деревни. Клам-Галлас бросил на помощь Пошахеру две пехотные бригады, но в сражении они толком принять участие не смогли, поскольку к дивизии Горна также принц Фридрих-Карл также отправил на подкрепление два полка бригады генерала Бозе, которые остановили наступление австрийцев. После этого австрийцы отступили по направлению к Гичину.

## Результаты
Пруссаки убитыми, ранеными и пропавшими без вести потеряли в бою 130 человек, австрийцы 1052 человека (в том числе 509 пленными). Через два дня, соединившись с саксонским корпусом, австрийская армия неудачно попыталась остановить наступление Пруссии под Мюнхенгрецем.